# Curi (Mali)
Curi é uma cidade e comuna rural da circunscrição de Iorosso, na região de Sicasso ao sul do Mali. Segundo censo de 1998, havia 33 605 residentes, enquanto segundo o de 2009, havia 54 435. A comuna inclui 1 cidade e 16 vilas.